# Durk Dehner
Durk Dehner (n. 23 de mayo de 1949) es un empresario, director de cine y editor que cofundó la empresa Tom of Finland Company y más tarde estableció la Fundación Tom of Finland, dedicada a preservar, coleccionar y exhibir arte homoerótico (incluido el de Tom of Finland), un monumento histórico registrado en Los Ángeles, California.

## Vida personal
Dehner se crio en Alberta, Canadá. Su padre era granjero y su madre era hija de un médico. Dehner era el menor de tres hermanos. Sus padres enfatizaron la importancia de la independencia y la autosuficiencia desde una edad temprana, y a menudo se desplazaba por su entorno por su cuenta, abriéndose camino a través de entornos urbanos y naturales con facilidad. A la edad de 13 años, sus padres le dieron permiso para comenzar a practicar meditación trascendental. Esta práctica diaria de meditación llevó a Dehner a creer que la solución a su «dolorosa experiencia de duda sobre sí mismo» era dedicar su vida a otras personas. Este fue el comienzo de su exploración filosófica y su despertar espiritual.
Dehner comenzó a visitar lugares públicos, como los baños de los grandes almacenes, para ver situaciones sexuales a los nueve años, y tuvo su primer encuentro sexual a los 11 con un chico de 18 años. A pesar de la edad de su primera pareja, Dehner no se consideraba abusado. En cambio, admite haber buscado y disfrutado del sexo con una variedad de personas durante su juventud.
Tuvo un hijo a los 16 años con su entonces novia. Dehner recuerda que sus padres estaban preocupados, pero no juzgaban la situación. Dehner tuvo múltiples parejas de ambos sexos y de varias edades a lo largo de su juventud. Él y sus amigos también se reunían para encuentros amorosos, que consistían en grupos de hasta 15 personas. Si bien sus padres detuvieron estas actividades, Dehner recuerda que no los juzgaban.
Dehner aprendió a revelar películas en casa, por lo que podía revelar fotografías eróticas en privado. Un amigo heterosexual, a quien conoció en la Calgary Allied Arts Foundation, tomó fotos de Dehner en el bosque y Dehner revelaba la película en su sótano. Dehner posó posteriormente para Bruce Weber. Estudió Bellas Artes en la Universidad de Alberta, Edmonton, en el Centro de Artes Aliadas de Calgary y en la Escuela de Bellas Artes de Vancouver.
En 1976, Dehner conoció a Dom Orejudos, a quien más tarde describió como «mi mejor amigo durante muchos años». Orejudos era amigo por correspondencia de Tom of Finland (ambos eran artistas eróticos homosexuales) y fue el responsable de presentarle a Tom a Dehner. En 1979, Dehner compitió en el primer concurso International Mr. Leather, en el que quedó en segundo lugar.

## Vida profesional y Tom of Finland
Dehner ha trabajado en varios empleos, entre ellos dirección cinematográfica, publicación, relaciones públicas y marketing, edición y producción, fotografía, coleccionismo de arte, redacción de discursos públicos y producción de eventos. Cofundó la Fundación Tom of Finland con Touko Laaksonen, también conocido como Tom of Finland, en 1984. La misión original de la fundación era proteger la gran colección de obras del artista. Más tarde, la misión se amplió para servir como archivo de arte erótico, que protegería dichas obras de la discriminación y la destrucción. La Fundación también se centra en promover actitudes saludables y pro-sexo y educar al público sobre el mérito del arte erótico. Dehner ha asumido un papel de liderazgo en la fundación desde su inicio.
Dehner creó la Fundación para ayudar a promover el trabajo de Laaksonen en los Estados Unidos. Comprendió el efecto que su trabajo tenía en la comunidad LGBT y cómo afectaba las vidas y estilos de los hombres homosexuales. También había notado que el trabajo de Laaksonen había sido mal utilizado por editores que reimprimían su trabajo sin obtener permiso por escrito. Por lo tanto, se ofreció, como muestra de su amistad, a ayudar a Laaksonen en la promoción de su trabajo en los Estados Unidos. En 1978, Dehner consiguió una exposición del trabajo de Laaksonen en Nueva York, donde conoció a otros artistas como Robert Mapplethorpe y Andy Warhol.
Junto con administradores y voluntarios, mantiene la casa de artesanos que alberga la fundación, y que fue la vivienda de Laaksonen durante su última década de vida. Se expone gran parte de las piezas originales de Laaksonen, mientras que otras miles están archivadas. Para proteger el espacio del desarrollo inmobiliario, Dehner presentó una solicitud a la Comisión de Patrimonio Cultural de Los Ángeles, pidiendo que hiciera de la casa un monumento histórico, debido a su relación con Tom of Finland y el papel fundamental que desempeñó en el movimiento por los derechos LGBT. La Comisión de Patrimonio Cultural aprobó la estructura el 23 de noviembre de 2016.
En enero de 2025, International Mr. Leather, la conferencia y concurso de subcultura leather más antigua del mundo, eliminó a Dehner como juez luego de las protestas que se produjeron cuando comenzaran a circular en línea fotografías de Dehner con atuendos nazis. Posteriormente, el 16 de enero Dehner renunció como presidente de Tom of Finland Foundation.

## Reconocimientos
En 2017 Dehner fue incluido en el Salón de la Fama Leather. En 2025 se le pidió a Dehner que fuera juez del concurso International Mr. Leather de ese año; este honor le fue revocado después de que saliera a la luz su historial de uso de símbolos nazis.